# Paul Giordimaina
Paul Giordimaina (* 28. April 1960) ist ein maltesischer Sänger, Pianist und Komponist. 

## Leben und Wirken
Paul Giordimaina wurde ausgewählt, zusammen mit der Sängerin Georgina Abela beim Concorso Eurovisione della Canzone 1991 anzutreten. Mit der Ballade Coud it Be erreichte das Duo den sechsten Platz. In den Jahren 1993, 2003 und 2006 nahm Giordimaina an der maltesischen Vorauswahl teil, jedoch ohne einen Sieg zu erringen. Er komponierte den Titel One Life für Glen Vella, der damit beim Eurovision Song Contest 2011 in Düsseldorf antrat. Dieser verpasste allerdings knapp den Einzug ins Finale. Er komponierte außerdem den Titel Because I have you für Amber, welche damit beim maltesischen Vorentscheid für den Eurovision Song Contest 2014 antrat, aber im Finale den vierten Platz belegte und somit nicht gewann.
Paul Giordimaina spielt daneben mit seinem Jazztrio bei unterschiedlichen Anlässen.